# صندلی ۴۰/۴
صندلی ۴۰/۴ (به انگلیسی: 40/4 Chair) نمونهٔ اولیه صندلی انباشتۀ جمع و جور است. طرحی توسط هری سبل در سال ۱۹۵۳ میلادی احتمالاً اولین نمونه از صندلی انباشتۀ جمع و جور است. دیوید رولند صندلی ۴۰/۴ را در سال ۱۹۶۴ میلادی طراحی کرد. چهل صندلی را می‌توان در ارتفاع ۴ فوتی (۱۲۰ سانتی‌متر) روی هم چید و همین انگیزۀ نامگذاری این صندلی بود. با گذشت زمان، این صندلی تعدادی از جوایز طراحی را دریافت کرده‌ است و در مجموعهٔ دائمی موزۀ هنر مدرن نیویورک و همچنین سایر موزه‌های بین‌المللی قرار دارد.